# INSEAD
INSEAD (Institut européen d'administration des affaires) je evropská obchodní škola s kampusy (pobočkami) v Fontainebleau, Abú Zabí a Singapuru. Škola, založena v roce 1957.

## Popis
INSEAD je akreditovaná u třech mezinárodních organizací: EQUIS, AMBA, a AACSB. Škola má přibližně 50000 absolventů. Mezi významné absolventy patří Ejnat Wilf a Mamuka Bachtadze.

## Programy
INSEAD nabízí magisterský program v oboru managementu (Master in Management), několik specializovaných magisterských programů v oborech jako marketing, finance, média či personalistika (HR). Dále škola nabízí programy „Executive MBA”. INSEAD také nabízí doktorské studium, které vede k získání titulu Ph.D.

## Mezinárodní srovnání
V roce 2019 se program „MBA“ umístil na 1. místě v mezinárodním žebříčku deníku Financial Times.

## Čeští absolventi
- Jan Josef IV. Dobrzenský